# Leanne Battersby
Leanne Anika Battersby (previamente: Tilsley y Barlow) es un personaje ficticio de la serie de televisión británica Coronation Street interpretado por la actriz Jane Danson desde el 4 de julio de 1997 hasta ahora.

## Biografía
Leanne es la hija de Les Battersby y Stella Price, tiene dos medios hermanos, Greg Kelly, Eva Price y un hermano adoptivo, Chesney Brown. Actualmente está casada con Peter Barlow.